# 寺部智英
寺部智英（てらべともひで、1975年8月2日 - ）は、拙者ムニエルに所属する日本の俳優。愛知県出身。身長165cm、体重54kg。
俳優業のほか、デザイナーやモデル、イラストレーターとしても活躍している。

## 出演

### 映画
- 歌謡曲だよ、人生は（2007年） ‐ 斉藤浩二

### DVD
- キャバギョ!「キャバクラ嬢」行政書士の事件簿

### テレビドラマ
- 東京特許許可局 第3話（2014年4月28日、Eテレ）
- 相棒 season13 第9話「サイドストーリー」（2014年12月17日、テレビ朝日） - 浪岡譲 役